# Ethel Barrymore
Ethel Barrymore (Filadélfia, 15 de agosto de 1879 — Los Angeles, 18 de junho de 1959) foi uma atriz de cinema e teatro norte-americana.

## Vida
Ethel Barrymore nasceu Ethel Mae Blythe em Filadélfia, Pensilvânia, a segunda filha dos atores Maurice Barrymore (cujo nome real era Herbert Blythe) e Georgiana Drew. Passou a infância na Filadélfia e estudou em escolas católicas.
Ele era irmã dos atores John Barrymore e Lionel Barrymore, tia de John Drew Barrymore e tia-avó da atriz Drew Barrymore.

## Carreira
Ethel foi uma atriz de teatro altamente considerada em Nova Iorque e uma das principais artistas da Broadway. Atualmente, muitos a consideram como sendo a maior atriz de sua geração.
Sua primeira aparição na Broadway foi em 1895 em uma peça chamada The Imprudent Young Couple, estrelado pelo seu tio John Drew Jr e Maude Adams. Apareceu novamente na companhia dos dois em Rosemary. Encenou Nora em A Doll's House, de Ibsen em 1905 e Julieta em Romeu e Julieta de Shakespeare, em 1922.
Ethel foi, também, uma forte apoiadora do Actors' Equity Association, e teve um papel de  destaque na greve de 1919. Em 1926 ele atuou em um de seus maiores sucessos interpretando uma esposa sofisticada de um marido mulherengo na comédia The Constant Wife, de W. Somerset Maugham. Em julho de 1934 estreou o espetáculo Laura Garnett, de Leslie e Sewell Stokes em Dobbs Ferry no estado de Nova Iorque.
Barrymore era fã de basebol e boxe. Sua admiração pelo boxe terminou quando ela testemunhou como telespectadora a brutalidade de 4 de julho de 1919, Dempsey / Willard: Dempsey quebrou a mandíbula de Willard arrancando diversos dentes. Ethel prometeu nunca mais assistir outra luta de boxe entretanto, assistiu a lutas pela televisão.
Fez seu primeiro filme em 1914 e em 1940 se mudou para Hollywood, Califórnia, onde começou a trabalhar no cinema. Apenas dois filmes uniram os três irmãos, Ethel, John e Lionel Barrymore, que são National Red Cross Pageant, de 1917 e Rasputin and the Empress, de 1932, esse último, no momento, está perdido.
Ganhou um Óscar de Melhor Atriz (coadjuvante/secundária) pelo filme None But the Lonely Heart (no Brasil, "Apenas um coração solitário"), dirigido por Clifford Odets em 1944, mas deixou claro que não estava muito impressionada por ele. Em 22 de Março de 2007 seu Óscar foi oferecido à vendo pelo eBay
Ela fez outros filmes clássicos, como The Spiral Staircase, em 1946 dirigido por Robert Siodmak, The Paradine Case, de 1947 dirigido por Alfred Hitchcock, Portrait of Jennie, de 1948, Pinky, de 1949, Kind Lady, de 1951 e Young at Heart de 1954. Sua última aparição foi no filme Johnny Trouble de 1957. Fez também diversas aparições na televisão na década de 1950, incluindo um encontro memorável com o comediante Jimmy Durante no All Star Revue na NBC em 1 de dezembro de 1951 (preservado em um cinescópio).

## Vida privada

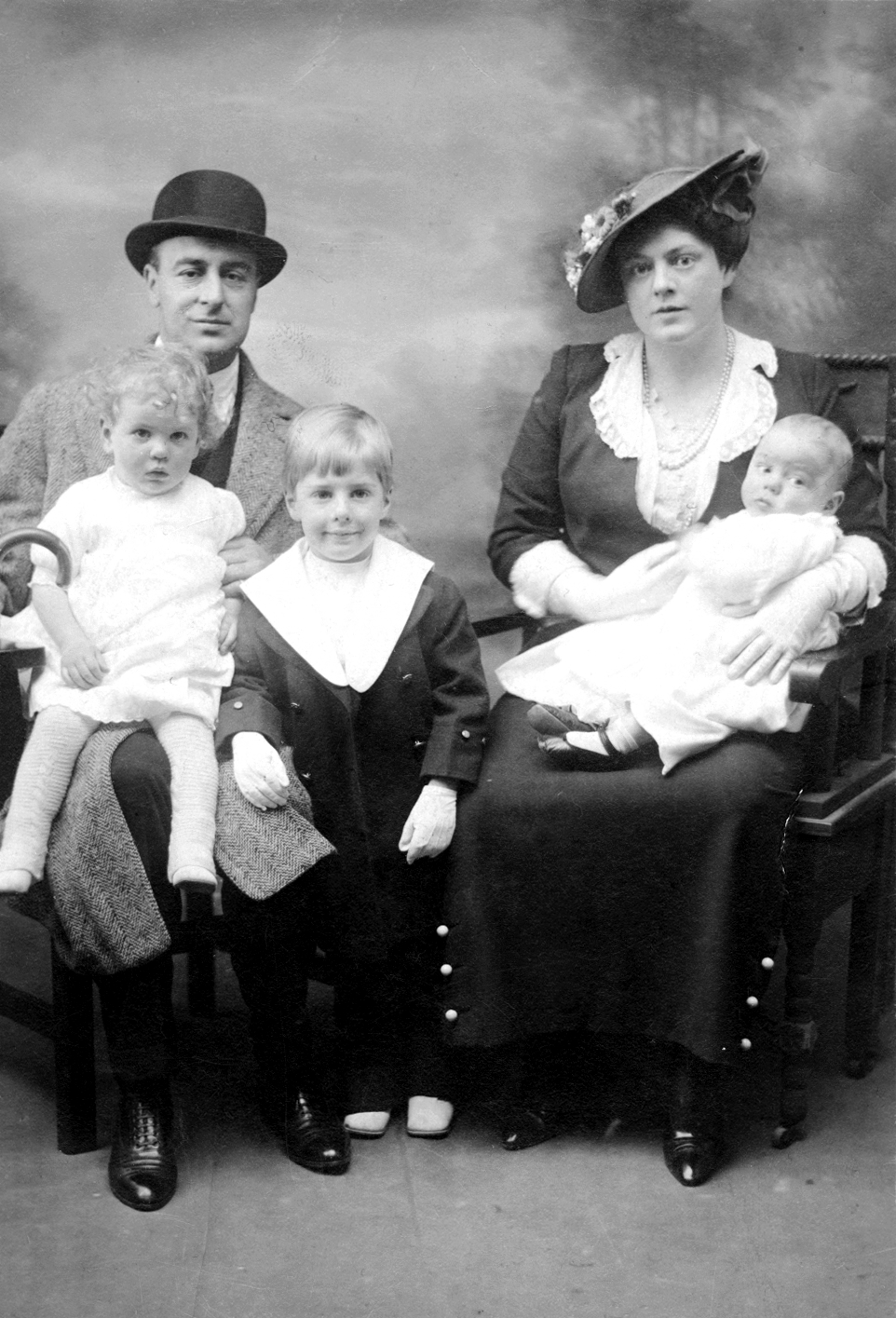
Ethel Barrymore (1879–1959) e Russell Griswold Colt (1882–1959) com seus filhos: Ethel Barrymore Colt (1912-1977), Samuel Colt (1909–1986) e John Drew Colt (1913–1975).

Winston Churchill propôs a ela casamento, por volta de 1900, mas ela recusou. Ethel casou com Russell Griswold Colt (1882–1959), sobrinho-neto do fabricante da armas americano Samuel Colt (1814–1862), em 14 de março de 1909. O casal foi apresentado pelo seu irmão Jhon, e teve três filhos: a atriz e cantora Ethel Barrymore Colt (1912–1977), que apareceu na Broadway em Follies, de Stephen Sondheim; Samuel Colt (1909–1986); e John Drew Colt (1913–1975). Seu casamento com Colt era precário desde seu início, com Ethel preenchendo os papéis do divórcio no começo do casamento em 1911, para a surpresa de Russel. Pelo menos uma fonte diz que ele abusou de Ethel e também que Colt é pai de uma criança com outra mulher enquanto estava casado com Ethel. Eles se divorciaram em 1923 e surpreendentemente ela recusou pensão alimentar de Colt, que era o seu direito. Como devota católica romana, ela nunca se casou de novo, supostamente por causa da crença de sua religião. Mas, como ela própria disse, não foi a razão da qual ela não voltou a se casar. Ela simplesmente não recebeu mais ofertas ou não encontrou o homem certo pela segunda vez. Ela teve um relacionamento platônico com outros homens, mais notadamente os atores Henry Daniell e Loius Calhern.
Ethel Barrymore morreu de doença cardiovascular em 1959, em sua casa em Hollywood, Califórnia, depois de ter vivido por muitos anos com a doença cardíaca. Está enterrada no Calvary Cemetery, East Los Angeles. O Ethel Barrymore Theatre em Nova Iorque leva o seu nome.